# Bouloc-en-Quercy
Bouloc-en-Quercy, in precedenza Bouloc, è un comune francese di 233 abitanti situato nel dipartimento del Tarn e Garonna nella regione dell'Occitania.

## Società

### Evoluzione demografica
Abitanti censiti